# Завръщането на живите мъртви
„Завръщането на живите мъртви“ (на английски: The Return of the Living Dead) е американска хорър комедия от 1985 г.
В този филм за пръв път зомбитата се стремят да изядат човешки мозък, за разлика от дотогавашните схващания за този жанр.

## Сюжет
Внимание:  Текстът по-долу разкрива сюжета на произведението (или части от него)!
Доставчик в склад за медицински принадлежности казва на своя колега Фреди, че Нощта на живите мъртви е по истински случай. Случилото се е в резултат на изпуснат газ Триоксин в моргата.

## Актьорски състав
- Клю Гълагър – Бърт Уилсън
- Джеймс Карън – Франк
- Дон Калфа – Ърни Калтънбрънър
- Том Матюс – Фреди
- Бевърли Рандолф – Тина
- Джон Филбин – Чък